# Matthias Schoenaerts

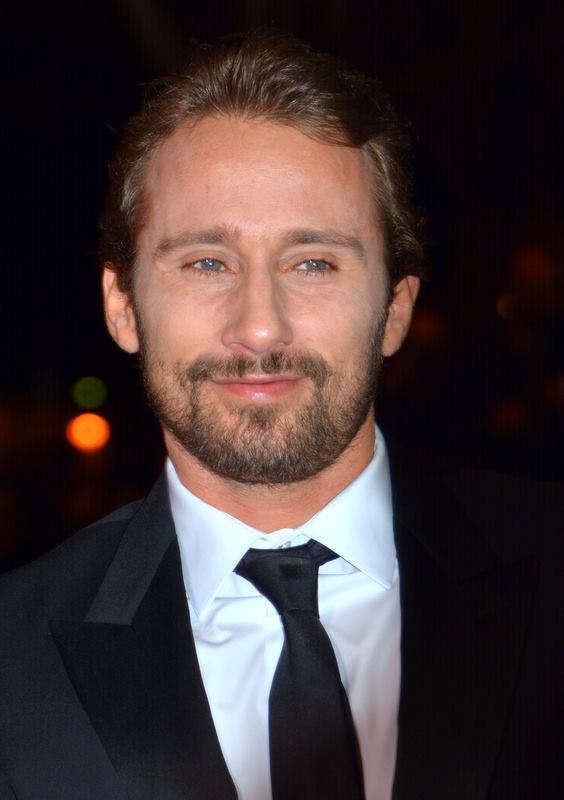
Matthias Schoenaerts (2016)

Matthias Schoenaerts (* 8. Dezember 1977 in Antwerpen) ist ein belgischer Schauspieler.

## Leben und Karriere
Matthias Schoenaerts ist der Sohn des Schauspielers Julien Schoenaerts. Er studierte an der Drama-Akademie in Antwerpen. Sein Filmdebüt gab er im Alter von 15 Jahren in dem Oscar-nominierten Film Daens des flämischen Filmregisseurs Stijn Coninx. Nach seinem Studium spielte er in verschiedenen Fernsehserien und Filmproduktionen. Im Jahr 2003 wurde er im Rahmen der Berlinale von der European Film Promotion zum „Shooting Star“ ernannt. 2008 war er in der Rolle des Filip in Loft – Tödliche Affären von Regisseur Erik Van Looy, dem bisher erfolgreichsten belgischen Film, zu sehen.
Im Jahr 2011 wurde er als Hauptdarsteller in Bullhead besetzt, einem Film des belgischen Regisseurs Michaël R. Roskam, der eine Oscarnominierung für den Besten fremdsprachigen Film erhielt. Schoenaerts gewann für seine Rolle mehrere Auszeichnungen, darunter den belgischen Magritte, den Next Wave Award in Austin und den FIPRESCI Award als Bester Darsteller auf dem Palm Springs International Film Festival. Die Jury sprach in ihrer Begründung von einem „ausgezeichneten Porträt eines unschuldigen, sensiblen Mannes, der in einem vernichtenden Körper gefangen ist“.
Ein Jahr später, 2012 übernahm er die männliche Hauptrolle in Der Geschmack von Rost und Knochen von Jacques Audiard an der Seite der französischen Oscar-Preisträgerin Marion Cotillard. Seine Darstellung des Ali brachte ihm 2013 den César als Bester Nachwuchsdarsteller ein. Schoenaerts spielte ebenfalls in dem belgischen Kurzfilm Death of a Shadow von Regisseur Tom Van Avermaet. 2013 war dieser Film als Bester Kurzfilm für den Oscar nominiert.
Im Dezember 2014 lief unter dem Titel The Loft ein Remake von Loft – Tödliche Affären in den deutschsprachigen Kinos an, in dem er erneut die Rolle des Filip spielte. 2015 war er an der Seite von Carey Mulligan in Am grünen Rand der Welt des Regisseurs Thomas Vinterberg zu sehen. Der Film ist eine Adaption des gleichnamigen Romans von Thomas Hardy.
Schoenaerts lebt in Antwerpen. Neben belgischem Niederländisch spricht er fließend Englisch und Französisch.

## Filmografie (Auswahl)
- 1993: Daens
- 2001: Flikken (Fernsehserie, eine Folge)
- 2002: Dunkle Wasser (Stille waters, Fernsehserie, eine Folge)
- 2002: Meisje – Frauen am Scheideweg (Meisje)
- 2003: Any Way the Wind Blows
- 2004: A Message from Outer Space (Kurzfilm)
- 2004: Ellen Calling – Nachricht vom Schicksal (Ellektra)
- 2005: Einde van de rit (Kurzfilm)
- 2005: Daughter (Dochter, Kurzfilm)
- 2005: Exit (Kurzfilm)
- 2005: Auftrag in Korsika (The One Thing to Do, Kurzfilm)
- 2006: Love Belongs to Everyone (Dennis van Rita)
- 2006: Black Book (Zwartboek)
- 2007: The Muse (De Muze)
- 2007: Nadine
- 2008: Nightmare on Left Bank (Linkeroever)
- 2008: Tunnelrat (Kurzfilm)
- 2008: Loft – Tödliche Affären (Loft)
- 2008–2009: De smaak van De Keyser (Fernsehserie, acht Folgen)
- 2009: Afterday (Kurzfilm)
- 2009: Los zand (Fernsehserie, 13 Folgen)
- 2009: My Queen Karo
- 2010: Die Meute (La Meute)
- 2010: Pulsar
- 2010: Injury Time (Kurzfilm)
- 2011: Bullhead (Rundskop)
- 2011: De president
- 2011: The Gang – Auge um Auge (De Bende van Oss)
- 2012: Der Geschmack von Rost und Knochen (De rouille et d’os)
- 2012: Death of a Shadow (Dood van een Schaduw, Kurzfilm)
- 2013: Blood Ties
- 2014: Die Gärtnerin von Versailles (A Little Chaos)
- 2014: The Drop – Bargeld (The Drop)
- 2014: The Loft
- 2015: Suite française – Melodie der Liebe (Suite française)
- 2015: Am grünen Rand der Welt (Far from the Madding Crowd)
- 2015: Der Bodyguard – Sein letzter Auftrag (Maryland)
- 2015: A Bigger Splash
- 2015: The Danish Girl
- 2017: Unsere Seelen bei Nacht (Our Souls at Night)
- 2017: Racer and the Jailbird (Le Fidèle)
- 2018: Red Sparrow
- 2018: Verbündete Feinde (Frères ennemis)
- 2018: Kursk
- 2019: The Mustang
- 2019: Ein verborgenes Leben (A Hidden Life)
- 2019: Die Geldwäscherei (The Laundromat)
- 2020: Brothers by Blood
- 2020: The Old Guard
- 2022: Amsterdam
- 2023: Django (Serie, Sky, 10 Folgen)
- 2024: The Regime (Miniserie)
- 2025: The Old Guard 2

## Auszeichnungen (Auswahl)
- 2003: European Shooting Stars Award bei den Internationalen Filmfestspielen Berlin (Belgien)
- 2009: Nominierung für die Goldene Nymphe beim Festival de Télévision de Monte-Carlo in der Kategorie Bester Darsteller - Drama-Serie für De smaak van De Keyser
- 2011: Next Wave Award beim Austin Fantastic Fest in der Kategorie Bester Darsteller für Bullhead
- 2012: Magritte in der Kategorie Bester Hauptdarsteller für Bullhead
- 2012: FIPRESCI-Preis beim Palm Springs International Film Festival in der Kategorie Bester Darsteller für Bullhead
- 2012: Preis beim Valladolid International Film Festival in der Kategorie Bester Darsteller für Der Geschmack von Rost und Knochen
- 2013: Nominierung für den César in der Kategorie Bester Nachwuchsdarsteller für Der Geschmack von Rost und Knochen
- 2013: Nominierung für den Chlotrudis Award in der Kategorie Bester Hauptdarsteller für Bullhead und Der Geschmack von Rost und Knochen
- 2013: Étoile d’Or in der Kategorie Bester Nachwuchsdarsteller für Der Geschmack von Rost und Knochen
- 2013: Nominierung für den Prix Lumière in der Kategorie Bester Darsteller für Der Geschmack von Rost und Knochen
- 2013: Nominierung für den Globe de cristal in der Kategorie Bester Darsteller für Der Geschmack von Rost und Knochen
- 2013: Preis der Georgia Film Critics Association in der Kategorie Bester Darsteller für Der Geschmack von Rost und Knochen
- 2013: Nominierung für den Magritte in der Kategorie Bester Hauptdarsteller für Der Geschmack von Rost und Knochen
- 2015: Chevalier de l’Ordre des Arts et des Lettres (Ritterkreuz des Ordens der Künste und der Literatur)
- 2018: Nominierung für den Magritte in der Kategorie Bester Hauptdarsteller für Racer and the Jailbird
- 2020: Chlotrudis Award in der Kategorie Bester Hauptdarsteller für The Mustang